# Стриј
Стриј (укр. Стрий) град је Украјини у Лавовској области. Према процени из 2012. у граду је живело 60.146 становника.

## Становништво
Према процени, у граду је 2012. живело 60.146 становника.
| 1979.  | 1989.  | 2001.  | 2012.  |
| ------ | ------ | ------ | ------ |
| 55.096 | 66.522 | 62.479 | 60.146 |

## Партнерски градови
- Дирен
- Балци
- Нови Сонч